# ثيودور هيلدبرانت
ثيودور هيلدبرانت (بالألمانية: Ferdinand Theodor Hildebrandt)‏ هو رسام وعالم حشرات ألماني، ولد في 2 يوليو 1804 في شتشين في بولندا، وتوفي في 29 سبتمبر 1874 في دوسلدورف في ألمانيا.

## معرض صور

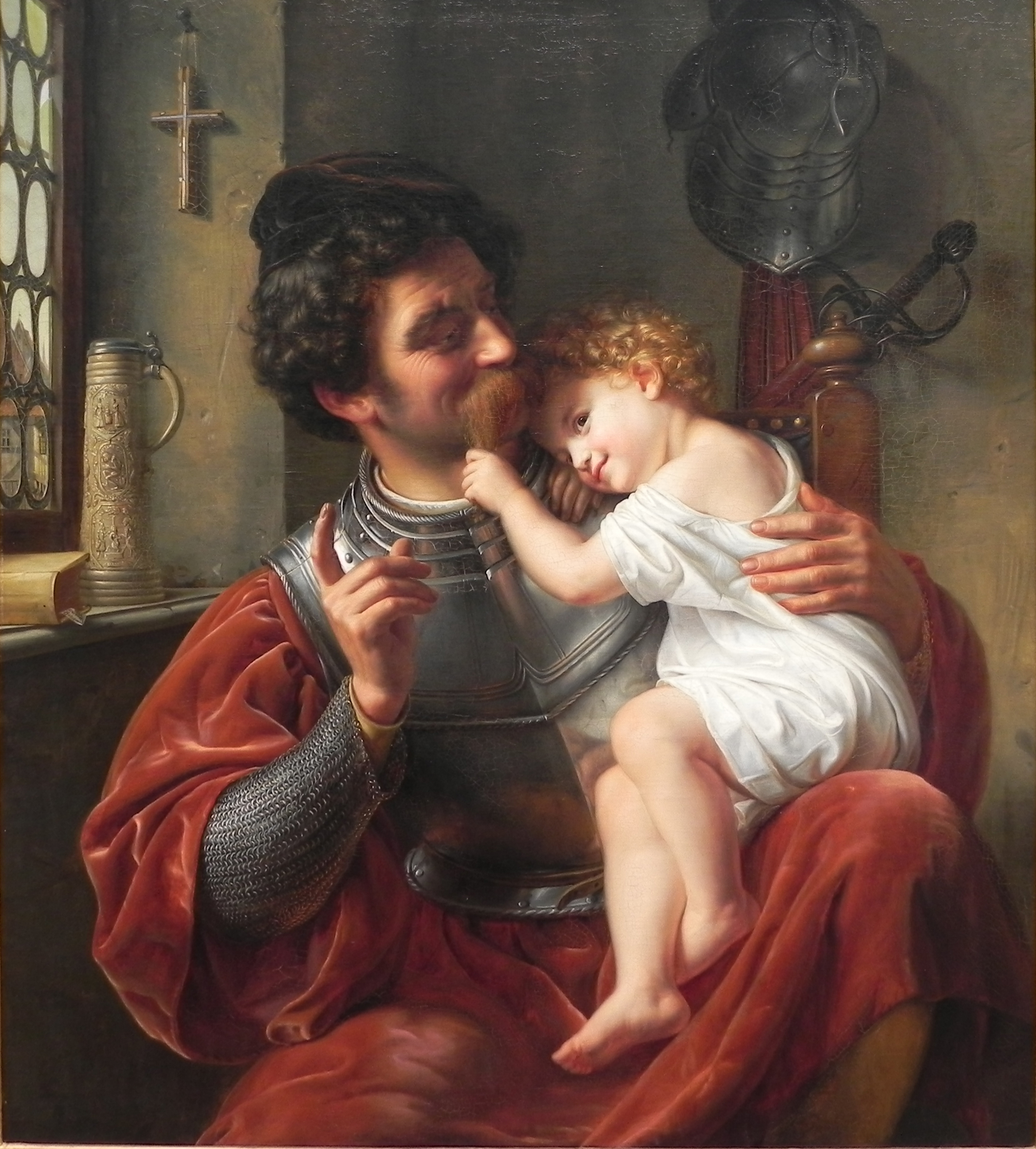
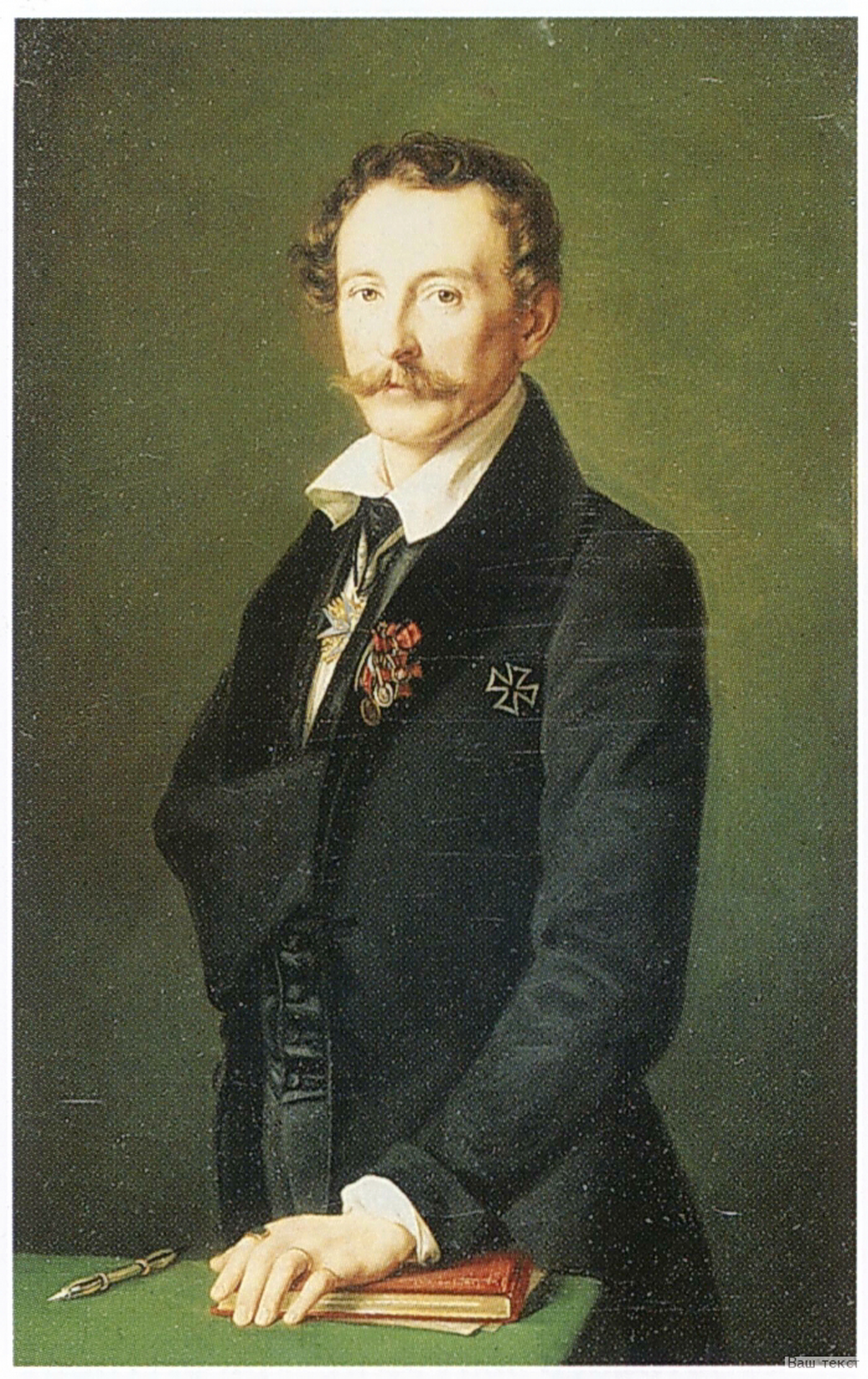
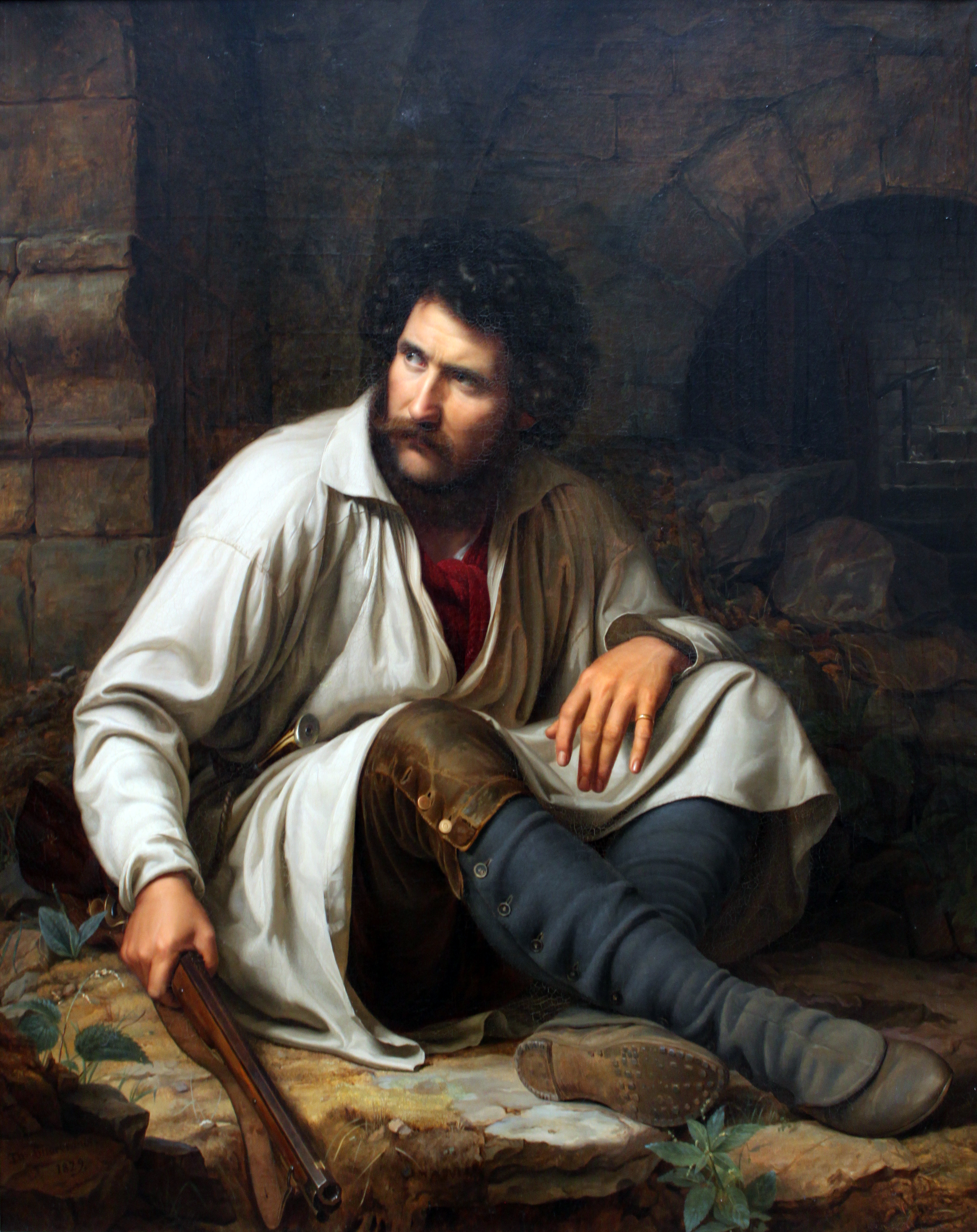
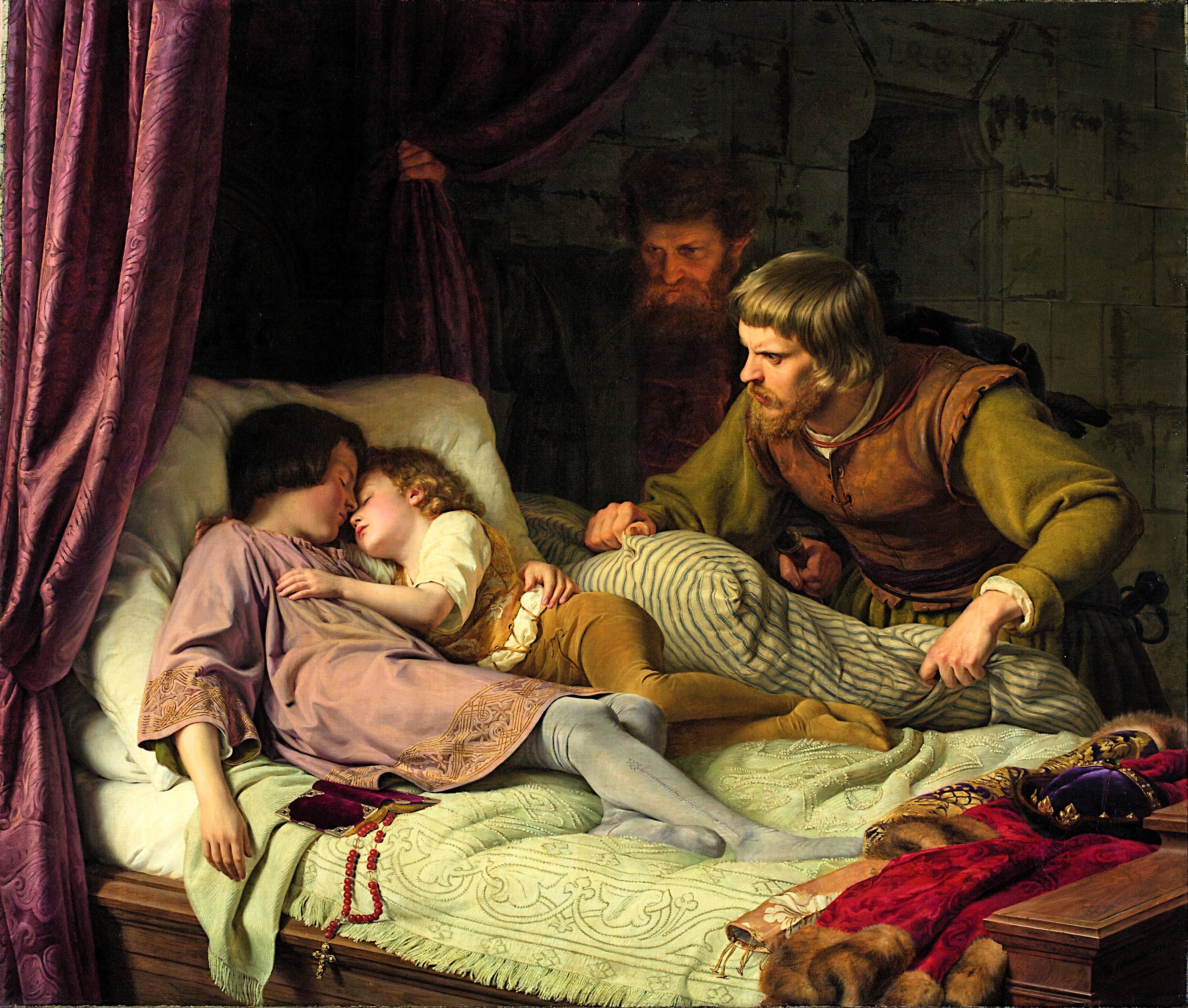